# Lacapelle-del-Fraisse
Lacapelle-del-Fraisse is een gemeente in het Franse departement Cantal (regio Auvergne-Rhône-Alpes) en telt 276 inwoners (2004). De plaats maakt deel uit van het arrondissement Aurillac.

## Geografie
De oppervlakte van Lacapelle-del-Fraisse bedraagt 15,4 km², de bevolkingsdichtheid is 17,9 inwoners per km².
De onderstaande kaart toont de ligging van Lacapelle-del-Fraisse met de belangrijkste infrastructuur en aangrenzende gemeenten.

## Demografie
Onderstaande figuur toont het verloop van het inwonertal (bron: INSEE-tellingen).

Vanwege een beveiligingsprobleem met de MediaWiki Graph-software is het momenteel niet mogelijk deze grafiek weer te geven. Zodra de software is bijgewerkt zal de grafiek vanzelf weer zichtbaar worden.
1. ↑  Populations de référence 2022.